# Luba-Kasai
Luba-Kasai (ook Luba-Lulua genoemd of in de eigen taal Tshiluba of Cilubà) is een Bantoetaal die voorkomt in de Democratische Republiek Congo. Het is daar ook een officiële taal, gebruikt in het onderwijs.

## Classificatie
Tshiluba behoort tot de Bantoetak van de Niger-Congotalen.

## Geografische spreiding
Tshiluba wordt gesproken door ongeveer 6,3 miljoen mensen in de provincies West-Kasaï en Oost-Kasaï (en aangrenzende gebieden in Angola en Katanga) van de Democratische Republiek Congo.